# Monesple
Monesple ist eine französische Gemeinde mit 26 Einwohnern (Stand 1. Januar 2022) im Département Ariège in der Region Okzitanien. Sie gehört zum Kanton Arize-Lèze und zum Arrondissement Saint-Girons. 
Sie grenzt im Westen und im Norden an Pailhès, im Nordosten an Madière und im Südosten und im Süden an Montégut-Plantaurel.

## Bevölkerungsentwicklung
| Jahr                       | 1962 | 1968 | 1975 | 1982 | 1990 | 1999 | 2008 | 2016 |
| -------------------------- | ---- | ---- | ---- | ---- | ---- | ---- | ---- | ---- |
| Einwohner                  | 51   | 42   | 36   | 20   | 17   | 26   | 26   | 26   |
| Quellen: Cassini und INSEE |      |      |      |      |      |      |      |      |